# Verdensmesterskabet i fodbold 1982 - finalen
Finalen om verdensmesterskabet i fodbold 1982 var den 12. finale siden turneringens etablering i 1930. Den blev spillet den 11. juli 1982 foran 90.000 tilskuere på Santiago Bernabéu i den spanske hovedstad Madrid, og skulle finde vinderen af VM i fodbold 1982. De deltagende hold var Vesttyskland og Italien. Det italienske hold vandt kampen med 3-1.
Kampen blev ledet af den brasilianske dommer Arnaldo Cézar Coelho.

## Kampen

### Detaljer
| 11. juli 1982 20:00 CEST |

| Italien                                  | 3 – 1   | Vesttyskland   |
| ---------------------------------------- | ------- | -------------- |
| Rossi 57' · Tardelli 69' · Altobelli 81' | Rapport | 83' Breitner · |

| Santiago Bernabéu, Madrid Tilskuere: 90.000 Dommer: Arnaldo Cézar Coelho (Brasilien) |

| Italien | Vesttyskland |